# Liste der Behörden und Einrichtungen in Stuttgart
Aufgelistet werden hier Behörden, Einrichtungen oder Institutionen mit Sitz in Stuttgart, die für das ganze Land Baden-Württemberg, für ein Gebiet über die Stadtgrenzen von Stuttgart hinaus, oder teilweise nur für die Stadt Stuttgart zuständig sind (soweit es sich nicht um städtische Dienststellen handelt).
Trägt eine Einrichtung in ihrem Namen die Bezeichnung „Baden-Württemberg“, so kann in der Regel davon ausgegangen werden, dass diese für das gesamte Land zuständig ist. Andernfalls trägt die Institution die Bezeichnung Stuttgart oder den Namen des Bezirks, für den sie zuständig ist. Dieser Bezirk wird dann hinter der jeweiligen Einrichtung genannt. Die Liste erhebt keinen Anspruch auf Vollzähligkeit.

## Verfassungsorgane
- Landtag von Baden-Württemberg
- Verfassungsgerichtshof für das Land Baden-Württemberg
- Landesregierung von Baden-Württemberg (zugleich als Kollegialorgan oberste Landesbehörde)

## Oberste Landesbehörden
davon elf Ministerien:
- Der Ministerpräsident von Baden-Württemberg
- Staatsministerium Baden-Württemberg
- Innenministerium Baden-Württemberg
- Ministerium für Kultus, Jugend und Sport Baden-Württemberg
- Ministerium für Wissenschaft, Forschung und Kunst Baden-Württemberg
- Justizministerium Baden-Württemberg
- Finanzministerium Baden-Württemberg
- Wirtschaftsministerium Baden-Württemberg
- Ministerium für Ernährung und Ländlichen Raum Baden-Württemberg
- Ministerium für Arbeit und Soziales Baden-Württemberg
- Ministerium für Umwelt, Klima und Energiewirtschaft Baden-Württemberg
- Ministerium für Verkehr und Infrastruktur Baden-Württemberg

Hinweis: Der Rechnungshof ist ebenfalls eine oberste Landesbehörde, hat seinen Sitz aber in Karlsruhe.

## Gerichte
- Oberlandesgericht Stuttgart
  - Landgericht Stuttgart
    - Amtsgericht Stuttgart
    - Amtsgericht Stuttgart-Bad Cannstatt
- Landesarbeitsgericht Baden-Württemberg
  - Arbeitsgericht Stuttgart
- Finanzgericht Baden-Württemberg
- Landessozialgericht Baden-Württemberg
  - Sozialgericht Stuttgart
- Verwaltungsgericht Stuttgart

Hinweis: Der Verwaltungsgerichtshof Baden-Württemberg hat seinen Sitz in Mannheim.

## Weitere Behörden und Einrichtungen in Stuttgart
alphabetisch sortiert:
- Allgemeine Ortskrankenkasse – AOK Baden-Württemberg
- Architektenkammer Baden-Württemberg KöR
- Baden-Württembergischer Handwerkstag – Dachverband des Handwerks in Baden-Württemberg
- Baden-Württembergischer Industrie- und Handelskammertag – Dachverband der Industrie- und Handelskammern in Baden-Württemberg KöR
- Bundesamt für das Personalmanagement der Bundeswehr (Servicezentrum Süd)
- Bundesanstalt Technisches Hilfswerk (THW) – Landesverband Baden-Württemberg
- Bundeseisenbahnvermögen, Dienststelle Südwest, Außenstelle Stuttgart
- Dekanate Stuttgart-Mitte, Stuttgart-Bad Cannstatt und Stuttgart-Filder des Bistums Rottenburg-Stuttgart
- Deutsche Bundesbank, Hauptverwaltung für Baden-Württemberg und örtliche Filiale[1]
- Deutsche Rentenversicherung Baden-Württemberg KöR – Sitz Stuttgart
- Die Christengemeinschaft KöR Körperschaftsverband
- Die Christengemeinschaft in Baden-Württemberg KöR
- Duale Hochschule Baden-Württemberg, Sitz und Studienakademie Stuttgart (vormals „Berufsakademie – Staatliche Studienakademie Stuttgart“)
- Evangelische Landeskirche in Württemberg KöR
- Evangelisch-reformierte Gemeinde Stuttgart KöR (diese gehört zur Evangelisch-reformierten Kirche mit Sitz in Leer/Ostfriesland)
- Evangelisch-methodistische Kirche Süddeutsche Konferenz KöR
- Finanzämter Stuttgart I bis IV und Stuttgart-Körperschaften
- Freie Hochschule Stuttgart – Seminar für Waldorfpädagogik
- Freireligiöse Landesgemeinde Württemberg KöR
- Gemeindetag Baden-Württemberg e.V.
- Gemeinschaft der Siebenten-Tags-Adventisten Baden-Württembergische Vereinigung KöR
- Generalstaatsanwaltschaft Stuttgart
- Großabnehmerverband Energie Baden-Württemberg
- Handwerkskammer Region Stuttgart KöR
- Haus der Geschichte Baden-Württemberg
- Haus der Heimat des Landes Baden-Württemberg
- Haus der Wirtschaft Baden-Württemberg
- Heilsarmee in Deutschland – Divisionshauptquartier der Süddivision KöR
- Hochschule der Medien Stuttgart
- Hochschule für Musik und Darstellende Kunst Stuttgart
- IHK Region Stuttgart KöR
- Ingenieurkammer Baden-Württemberg KöR
- Institut für Mikroelektronik Stuttgart
- Israelitische Religionsgemeinschaft Württemberg
- Justizvollzugsschule Baden-Württemberg
- Kirchenkreis Stuttgart, hervorgegangen aus den Kirchenbezirken Bad Cannstatt, Degerloch, Stuttgart und Zuffenhausen der Evangelischen Landeskirche in Württemberg
- Kommission für geschichtliche Landeskunde in Baden-Württemberg
- Kommunalverband für Jugend und Soziales Baden-Württemberg
- Landesärztekammer Baden-Württemberg
- Landesamt für Geoinformation und Landentwicklung (u. a. darin aufgegangen das Landesvermessungsamt Baden-Württemberg)
- Landesamt für Verfassungsschutz Baden-Württemberg
- Landesanstalt für Bienenkunde
- Landesanstalt für Kommunikation Baden-Württemberg
- Landesanstalt für Landwirtschaftliche Chemie
- Landesanstalt für Landwirtschaftliches Maschinen- und Bauwesen
- Landesanstalt für Umwelt, Messungen und Naturschutz Baden-Württemberg (LUBW) mit Nachhaltigkeitsbüro (Hauptsitz in Karlsruhe)
- Landesapothekerkammer Baden-Württemberg KöR
- Landesarchiv Baden-Württemberg und Hauptstaatsarchiv Stuttgart
- Landesbank Baden-Württemberg AöR mit weiteren Geschäftssitzen in Mannheim und Karlsruhe
- Landesbeauftragter für den Datenschutz in Baden-Württemberg
- Landesbetrieb Eichverwaltung
- Landesinstitut für Schulentwicklung
- Landeskriminalamt Baden-Württemberg
- Landesmedienzentrum Baden-Württemberg AöR Standort Stuttgart (ehemalige Landesbildstelle Württemberg AöR)
- Landesmuseum Württemberg
- Landespsychotherapeutenkammer Baden-Württemberg
- Landessaatzuchtanstalt
- Baden-Württemberg Stiftung
- Landeszahnärztekammer Baden-Württemberg KöR
- Landeszentrale für politische Bildung Baden-Württemberg
- Landkreistag Baden-Württemberg e.V.
- Landwirtschaftliches Technologiezentrum Augustenberg, Außenstelle Stuttgart, Pflanzenschutz (ehemalige Landesanstalt für Pflanzenschutz)
- Neuapostolische Kirche in Baden-Württemberg KöR (Gebildet am 1. Januar 1997 durch Fusion der Neuapostolischen Kirche Baden, KöR, und der Neuapostolischen Kirche Württemberg, KöR)
- Polizeipräsidium Stuttgart
- Postbeamtenkrankenkasse (Hauptverwaltung)
- Prälatur Stuttgart der Evangelischen Landeskirche in Württemberg
- Regierungspräsidium Stuttgart
  - Landesamt für Denkmalpflege
  - Landesgesundheitsamt
  - Landesversorgungsamt
- Städtetag Baden-Württemberg e.V.
- Staatsanwaltschaft Stuttgart
- Staatliche Münzen Baden-Württemberg (Staatliche Münze Stuttgart)
- Staatliche Verwaltungsschule für den mittleren Verwaltungsdienst
- Staatlicher Verpachtungsbetrieb
- Staatliches Schulamt Stuttgart
- Staatliches Seminar für Didaktik und Lehrerbildung (Berufliche Schulen) Stuttgart
- Staatliches Seminar für Didaktik und Lehrerbildung Stuttgart, Abteilungen Gymnasien und Sonderschulen
- Staatsgalerie Stuttgart
- Staatstheater Stuttgart
- Statistisches Landesamt Baden-Württemberg
- Stiftung Akademie Schloss Solitude StÖR
- Stiftung Naturschutzfonds StÖR
- Studierendenwerk Stuttgart AöR
- Südwestrundfunk (SWR) AöR (Sendegebiet: Baden-Württemberg und Rheinland-Pfalz)
- Tierseuchenkasse Baden-Württemberg AöR
- Universität Hohenheim
- Universität Stuttgart
- Verband Region Stuttgart KöR.
- Landesbetrieb Vermögen und Bau Baden-Württemberg
  - Betriebsleitung
  - Amt Stuttgart
  - Universitätsbauamt Stuttgart und Hohenheim
- Wilhelma – Zoologisch-botanischer Garten (Landesbetrieb)
- Wirtschaftsförderung Region Stuttgart
- Württembergische Landesbibliothek (WLB)
- Zentrum für Fertigungstechnik
- Informationstechnikzentrum Bund
- IT Baden-Württemberg
- Komm.ONE